# Mirsad Bešlija
Mirsad Bešlija (ur. 6 lipca 1979 w Živinicach) – piłkarz bośniacki, występujący na pozycji skrzydłowego.
Bośniak piłkarską karierę rozpoczął w roku 1995 w klubie Slaven Živinice, gdzie balansował między pierwszą drużyną a drugą. To spowodowało, że piłkarz odszedł w 1997 roku do Bosna Visoko, gdzie grał przez trzy lata. W czasie gry dla tego klubu debiutował w reprezentacji Bośni i Hercegowiny.
To spowodowało, że piłkarzem zaczął interesować się klub FK Željezničar, do którego Beslija przeszedł w 2000 roku. Występował tam przez rok.
Następnie został sprzedany do KRC Genk, gdzie grał przez sześć lat. Wystąpił w 134 meczach i strzelił 17 bramek. 31 stycznia 2006 roku został sprzedany za 850 000 funtów, czyli za 1.22 mln euro do Hearts. W 2007 r. został wypożyczony do Sint-Truidense VV. Od 2009 do 2012 był zawodnikiem FK Željezničar.